# Victor Tardieu

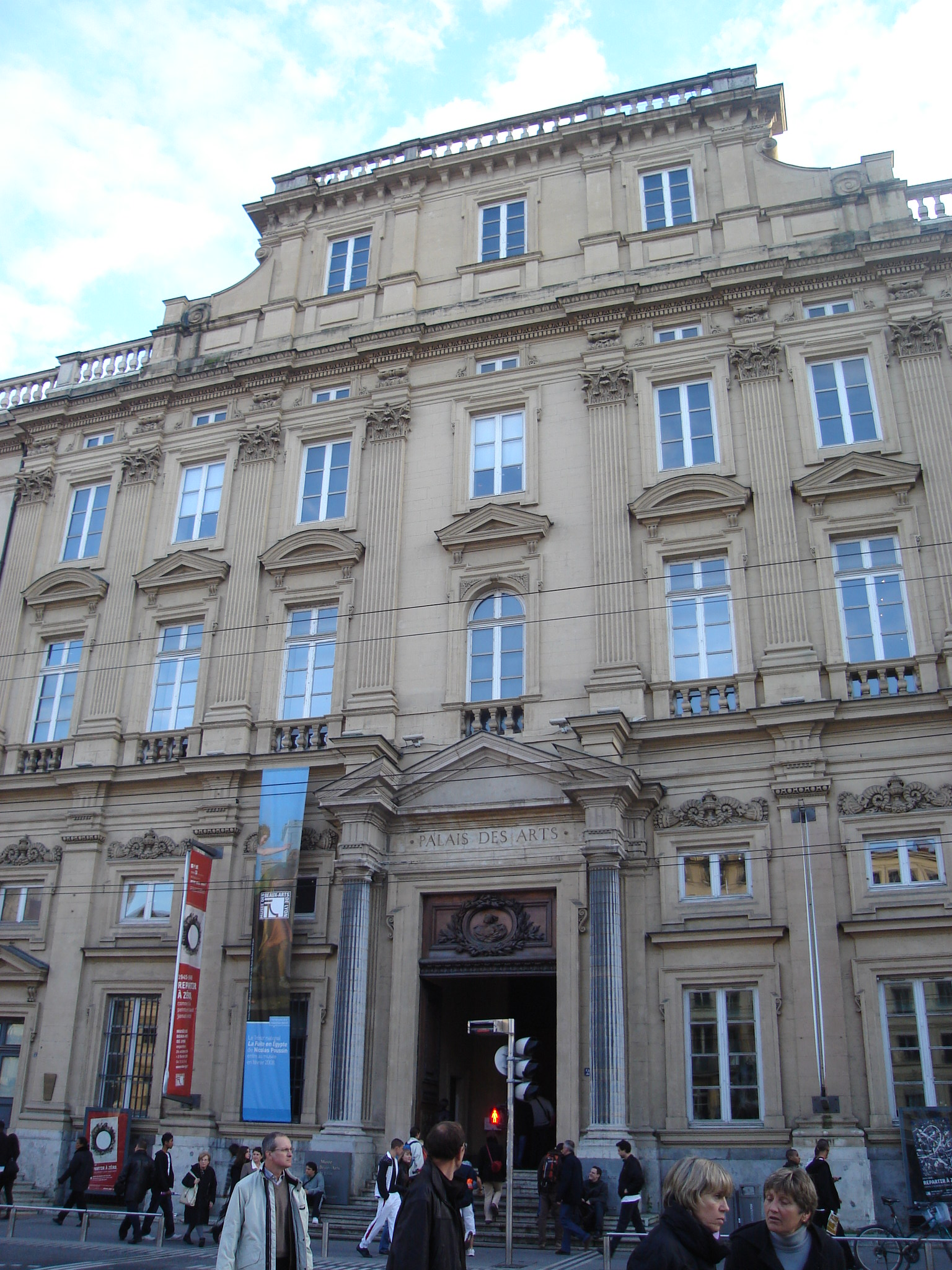
Viện Bảo tàng Mỹ thuật Lyon (Musée des beaux-arts de Lyon), một trong mấy nơi còn lưu trữ tác phẩm của Victor Tardieu

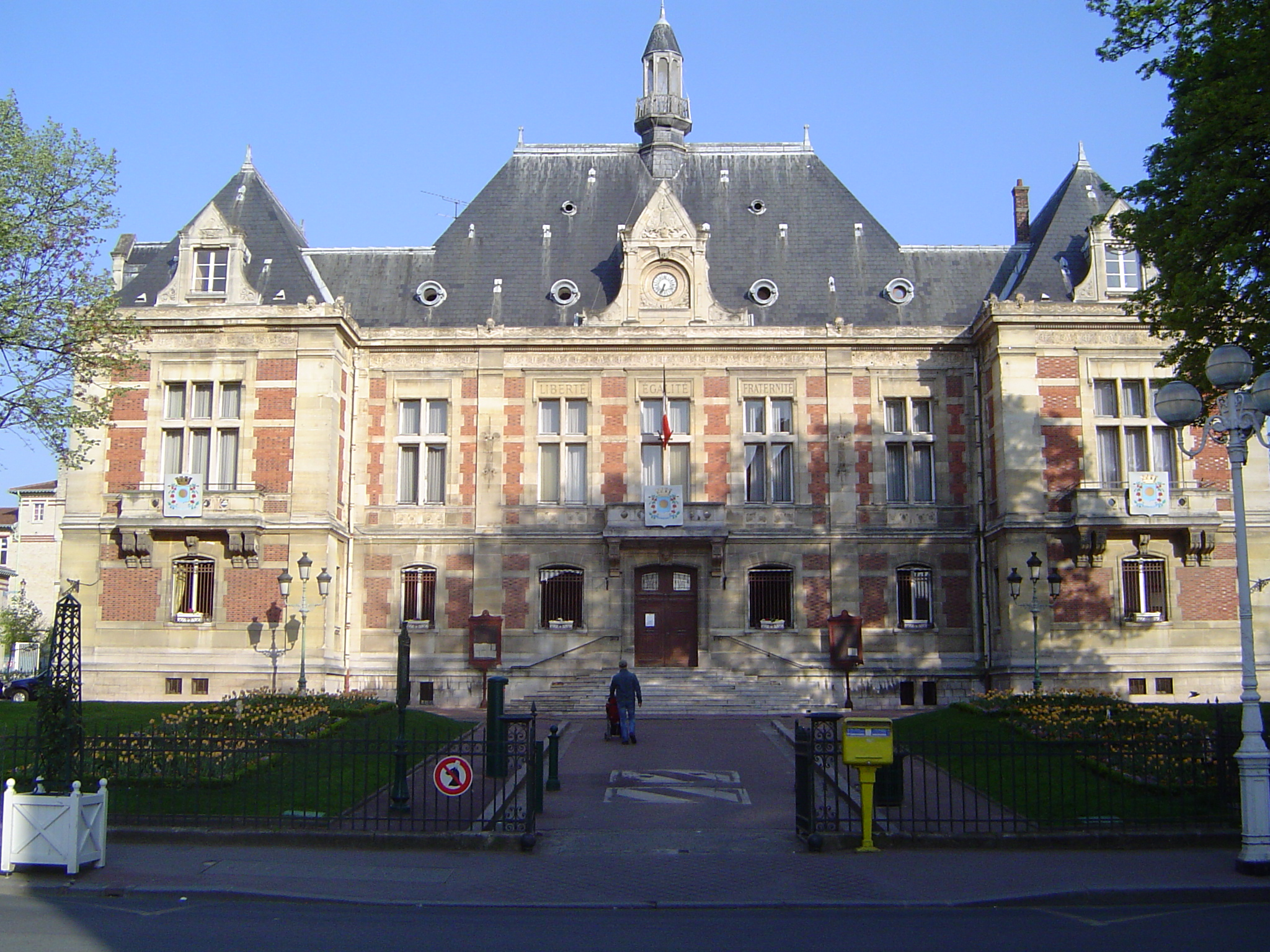
Toà thị chính Montrouge nơi Victor Tardieu thực hiện bức tranh vẽ lớn trên trần nhà

Victor Tardieu (30 tháng 4 năm 1870 – 12 tháng 6 năm 1937) là một họa sĩ người Pháp. Năm 1924, cùng họa sĩ Việt Nam Nam Sơn, ông thành lập Trường Cao đẳng Mỹ thuật Đông Dương, tiền thân của Đại học Mỹ thuật Việt Nam ngày nay.

## Tiểu sử
Victor Tardieu sinh tại Lyon. Từ năm 1887 tới 1889, ông theo học trường Mỹ thuật của thành phố Lyon, sau đó theo học tại Trường Mỹ thuật Paris, rồi xưởng vẽ Bonnat năm 1889 đến năm 1891.
Thời gian ở Paris, Victor Tardieu đã có những tác phẩm lớn, trong đó tác phẩm đầu tay là bức họa làm bằng kính màu tại tòa thị chính tỉnh Dunkerque nhưng tiếc rằng công trình này đã bị phá năm 1940. Nhiều tác phẩm của ông hiện được trưng bày ở các bảo tàng Lyon, Rennes và Bảo tàng Quân đội tại Paris (Musée de l'Armée à Paris). Năm 32 tuổi, Tardieu giành giải thưởng hội họa quốc gia với tác phẩm có kích thước lớn (4,05 x 4,80 m) mang tên Cần lao (Travail) thể hiện những công nhân trên công trường xây dựng. Nhờ giải thưởng này, ông có dịp đi du lịch châu Âu trong suốt hai năm. Ông vẽ chủ yếu về các hải cảng lớn như Gênes, London, Liverpool với khung cảnh nhộn nhịp, phồn thịnh của châu Âu những năm đầu thế kỷ 20. Sau đó, ông đã nhận vẽ trang trí cho một số công trình lớn của Toà thị chính Lilas và Montrouge cùng một số nhà thờ ở Pháp.
Trong Chiến tranh thế giới thứ nhất, Tardieu tham gia trên chiến trường phía Bắc nước Pháp. Năm 1920, ông giành giải thưởng Indochine (Prix de l'Indochine) và phần thưởng là chuyến du lịch Đông Dương trong vòng một năm.
Tháng 1 năm 1921, Tardieu xuống tàu tại Marseille sang Đông Dương. Ngày 2 tháng 2 1921, Victor Tardieu đặt chân tới Sài Gòn rồi sau đó ra Bắc Kỳ, tới Hà Nội. Tại đây ông đã nhận lời vẽ một bức tranh khổ lớn (180 m²) cho cho giảng đường chính của Viện Đại học Đông Dương đang được xây dựng. Đó là một công trình kiến trúc đẹp của trường đại học lớn nhất xứ Đông Dương vừa mới hồi phục và phát triển nhờ chương trình cải cách giáo dục của Toàn quyền Albert Sarraut. Tardieu đã phải mất 6 năm làm việc để hoàn thành bức tranh đó. Ngoài ra ông còn vẽ trang trí trên tường tiền sảnh và mái vòm của toà nhà, tổng cộng gần 270m².
Victor Tardieu mất tại Hà Nội.

## Tác phẩm tại giảng đường Viện Đại học Đông Dương

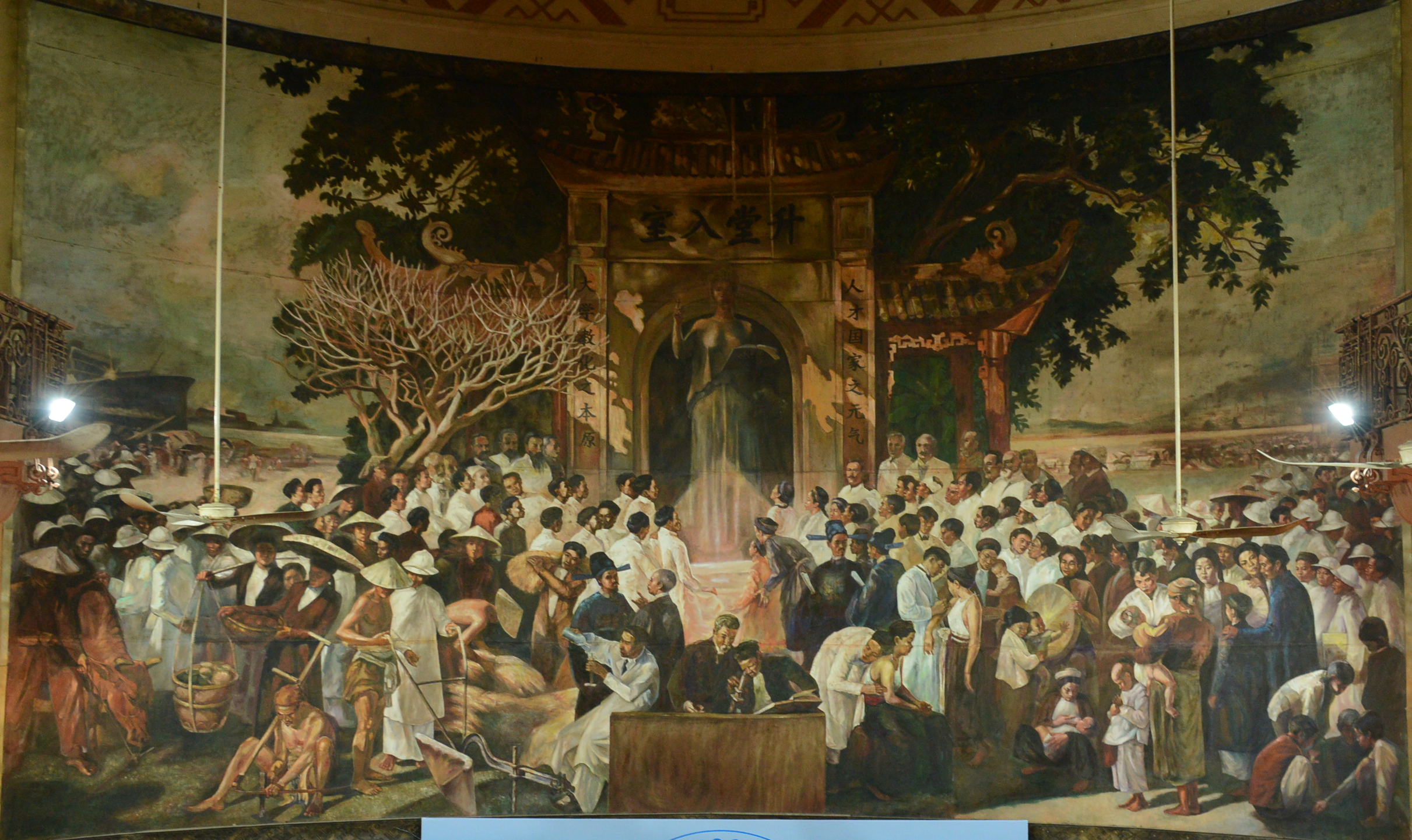
Bức phục chế lại tác phẩm của Tardieu ở Viện Đại học Đông Dương.

Tác phẩm của Tardieu được coi là tác phẩm mỹ thuật hiện đại lớn nhất Việt Nam. Trên một diện tích 77m², Tardieu đã minh họa khung cảnh xã hội Hà Nội hồi đầu thế kỷ 20, với sự hiện diện của 200 nhân vật đại diện chung cho xã hội thời bấy giờ, từ chính giới đến thường dân. Trong số đó có mặt cả bốn vị Toàn quyền Đông Dương: Paul Doumer, Jean Baptiste Paul Beau, Albert Sarraut, Maurice Long, một số nhân vật từng lãnh đạo và giảng dạy tại Đại học Đông Dương, thậm chí có cả con trai của chính ông - Jean Tardieu, người đã cùng sống với họa sĩ ở Hà Nội từ năm 1929 đến 1931.
Ở vị trí trung tâm tác phẩm là một cổng tam quan như cổng làng truyền thống ở thôn quê Việt Nam nằm dưới tán cây cổ thụ. Trán cửa ghi bốn chữ Nho: Thăng đường nhập thất 升堂入室 nghĩa là "chỉ dạy tới nới tới chốn": 升堂 Thăng Đường nghĩa là vị giảng sư lên giảng đường truyền giảng cho đại chúng (Dạy chung). 入室 Nhập Thất là người học còn những gút mắc, chỗ chưa thông hoặc muốn học hỏi cao sâu hơn thì Vào thất (chỗ ở riêng của Thầy) tham vấn thỉnh thị cho thấu đáo (Chỉ riêng).
Trên hai hàng cột chính thì có đôi câu đối:
人才國家之原氣 Nhân tài quốc gia chi nguyên khí
大學教化之本元 Đại học giáo hóa chi bản nguyên
Tức:
Nhân tài là nguyên khí quốc gia
Đại học là gốc của giáo hóa
Ẩn hiện mờ ảo giữa cổng tam quan là Allégorie du Progrès - một nhân vật tượng trưng cho đà tiến hóa hiện đại, tay cầm sách biểu tượng cho việc dùng trí tuệ để thăng tiến. Trên khoảng không gian rộng trước cổng tam quan, họa sĩ cho phục hoạt một cách sinh động chân dung những con người đương thời gồm nhiều tầng lớp, cả người Pháp lẫn những cư dân bản xứ. Mỗi nhân vật xuất hiện với một gương mặt, một cách biểu hiện cảm xúc khác nhau.
Năm 2006 họa sĩ Hoàng Hưng, với những bức ảnh chụp nguyên mẫu họa phẩm, đã phục dựng lại bức tranh này trên giảng đường lớn của Đại học Đông Dương cũ, tại 19 Lê Thánh Tông, Hà Nội.

## Trường Cao đẳng Mỹ thuật Đông Dương
Cũng trong khoảng thời gian đó, Tardieu làm quen và hòa nhập với cuộc sống ở đây. Nhờ những mối quan hệ rộng rãi với những nhân vật cao cấp, ông thuyết phục được Toàn quyền Đông Dương Martial Merlin ra sắc lệnh ngày 27 tháng 10 năm 1924 thành lập Trường Cao đẳng Mỹ thuật Đông Dương, phụ thuộc Viện Đại học Đông Dương. Cùng với sự cộng tác của họa sĩ Nam Sơn, ngày 24 tháng 11 năm 1924, Victor Tardieu đã trở thành hiệu trưởng đầu tiên của ngôi trường này. Sau đó Tardieu về Pháp trong vài tháng để tuyển giáo viên giảng dạy.
Tại trường Cao đẳng Mỹ thuật Đông Dương, Victor Tardieu đã không áp đặt cho học trò của mình một trường phái nào mà chỉ truyền cho họ lòng say mê và những kỹ thuật hội họa cơ bản, đặc biệt là sử dụng sơn dầu. Bên cạnh những ví dụ mẫu mực của các họa sĩ nổi tiếng phương Tây, Victor Tardieu lại nhấn mạnh nhiều hơn tới chính truyền thống nghệ thuật của Việt Nam như là điểm khởi đầu cho sự phát triển phù hợp với xu hướng thế giới. Ngay tại Triển lãm nghệ thuật quốc tế ở Paris năm 1931, những sinh viên này đã tạo được ấn tượng mạnh với khán giả và giành liền 3 giải thưởng lớn.

## Gia đình
Ông cưới Caroline Luigini (còn có tên Caline). Bà là một nhạc sĩ, nhạc công hạc cầm và giảng viên hạc cầm; con gái của nhà chỉ huy dàn nhạc Alexandre Luigini. Con gái của hai ông bà, Jean Tardieu, là một nhà văn và nhà thơ Pháp.

## Tác phẩm chọn lọc

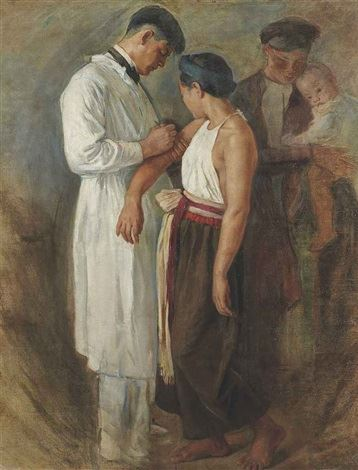
Tiêm vắc xin
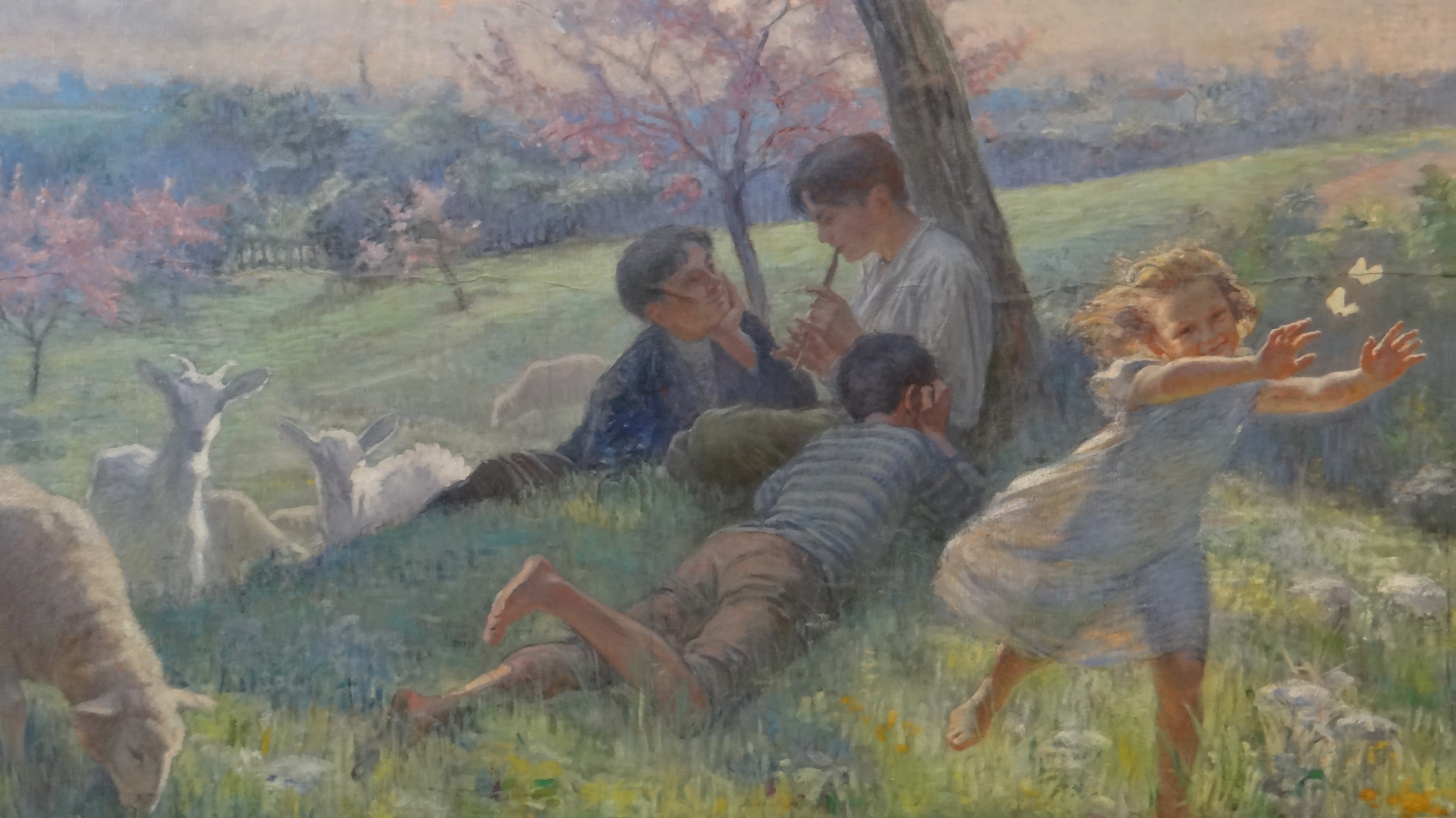
Ấu thơ
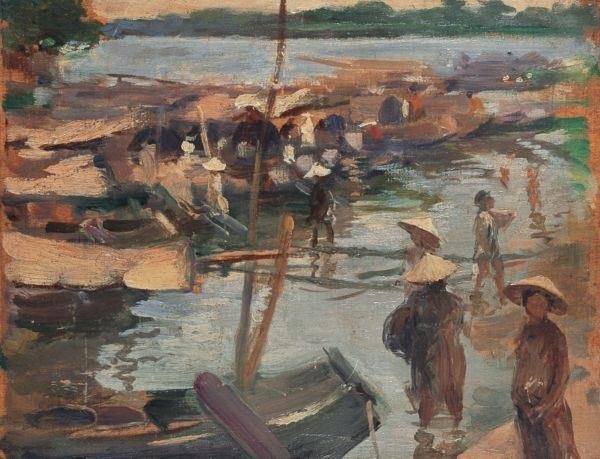
Chợ bên sông
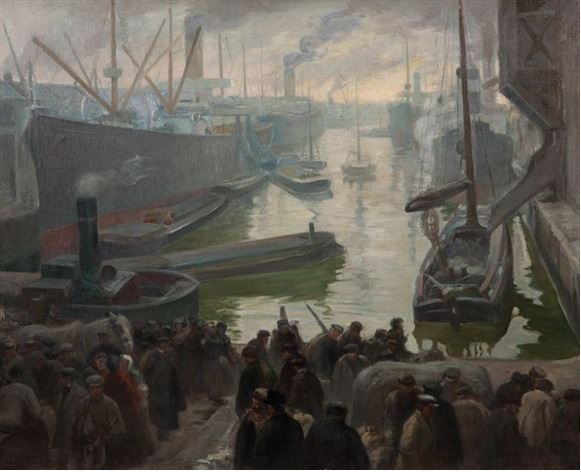
Cảng Liverpool